# Parainocellia
Parainocellia is een geslacht van kameelhalsvliegen uit de familie van de Inocelliidae. 
Parainocellia werd voor het eerst wetenschappelijk beschreven door H. Aspöck & U. Aspöck in 1968.

## Soorten
Het geslacht Parainocellia omvat de volgende soorten:
- Ondergeslacht Amurinocellia:
  - Parainocellia (Amurinocellia) calida (H. Aspöck & U. Aspöck, 1973)
- Ondergeslacht Parainocellia:
  - Parainocellia (Parainocellia) bicolor (A. Costa, 1855)
  - Parainocellia (Parainocellia) braueri (Albarda, 1891)
  - Parainocellia (Parainocellia) burmana (U. Aspöck & H. Aspöck, 1968)
  - Parainocellia (Parainocellia) ressli (H. Aspöck & U. Aspöck, 1965)